# Ancylotrypa angulata
Ancylotrypa angulata is een spinnensoort uit de familie Cyrtaucheniidae. De soort komt voor in Congo.